# Hysteropezizella diminuens
Hysteropezizella diminuens är en svampart som först beskrevs av Petter Adolf Karsten, och fick sitt nu gällande namn av John Axel Nannfeldt 1932. Enligt Catalogue of Life ingår Hysteropezizella diminuens i släktet Hysteropezizella, ordningen disksvampar, klassen Leotiomycetes, divisionen sporsäcksvampar och riket svampar, men enligt Dyntaxa är tillhörigheten istället släktet Hysteropezizella, familjen Dermateaceae, ordningen disksvampar, klassen Leotiomycetes, divisionen sporsäcksvampar och riket svampar. Arten är reproducerande i Sverige. Inga underarter finns listade i Catalogue of Life.